# Benoît Groulx (compositeur)
Benoit Groulx est un compositeur, arrangeur et orchestrateur de musique de films québécois et américains né le 25 novembre 1967 au Québec, Canada. Il est notamment connu pour la composition musicale du documentaire L'Erreur boréale de Richard Desjardins.

## Biographie
Benoit Groulx est avec son frère jumeau Martin, le cadet d'une famille de quatre garçons. Né sur la Rive-Nord de Montréal, Benoit est en contact avec la musique dès son enfance. Amateur de musique progressive propre à cette époque, il développe son oreille musicale en pratiquant sur le piano familial installé au sous-sol. Après avoir fait ses études collégiales en sciences sociales, il bifurque vers la musique, sa passion première. Bachelier en musique (profil écriture) de l'Université de Montréal, il assiste également à des séminaires de maîtrise en orchestration et contrepoint sous la supervision du grand maître Massimo Rossi.
Une fois ses études terminées, son ami et collègue Anthony Rozankovic lui donne ses premières occasions professionnelles, comme copiste d'abord et arrangeur par la suite. Ce travail lui permet non seulement d'apprendre à utiliser les logiciels de partitions, mais lui ouvre les portes sur une carrière d'orchestrateur, d'arrangeur pour différents orchestres et artistes.
Pianiste, compositeur, récipiendaire du Félix dans la catégorie arrangeur de l'année en 1995, Benoit compte plus de vingt ans de carrière artistique. Son style d'écriture est fortement influencé par l'écriture contrapuntique de la renaissance et par la musique européenne du début XXe siècle. Il affectionne particulièrement les compositeurs Palestrina, Maurice Ravel, Gustav Mahler et Puccini.

## Filmographie
Sauf indication contraire, les informations mentionnées dans cette section peuvent être confirmées par la base de données cinématographiques IMDb,  présente dans la section « Liens externes ».

### Compositeur
- 1999 : L'Erreur boréale de Richard Desjardins et Robert Monderie (avec Jean-François Groulx)
- 2001 : Une leçon de chasse de Jacques Drouin
- 2006 : Steel Toes de David Gow
- 2007 : The Pen and The Sword de Pierre Larouche
- 2008 : Montreal Stories 1944 de Vanya Rose
- 2012 : The Carbon Rush d'Amy Miller (en)
- 2013 : No land No food No life d'Amy Miller

### Arrangeur / orchestrateur
- 2000 : The Secret Adventures of Jules Verne (série télévisée) de Gavin Scott
- 2001 : Attila le Hun (série télévisée) de Dick Lowry
- 2002 : Le Nouveau (The New Guy) d'Ed Decter
- 2003 : Volcans des abysses (Volcanoes of the Deep Sea) de Stephen Low (en)
- 2004 : Fighter Pilot: Operation Red Flag (en) de Stephen Low
- 2005 : Un coup de tonnerre (A Sound of Thunder) de Peter Hyams
- 2005 : Plume et l'Île mystérieuse (Der kleine Eisbär 2 : Die geheimnisvolle Insel) de Piet De Rycker et Thilo Rothkirch
- 2005 : Cauchemar Américain (An American Haunting) de Courtney Solomon
- 2006 : Guide de la petite vengeance de Jean-François Pouliot
- 2006 : Children of Glory (Szabadság, Szerelem) de Krisztina Goda
- 2010 : Secrétariat de Randall Wallace
- 2014 : Et si le ciel existait ? de Randall Wallace

## Musique instrumentale

### Compositeur
- 2001 : Bravissimots vol.1, vol.2
- 2006 : Musique de chambre

### Arrangeur/réalisateur
- 2006 : Soleil de Minuit du Cirque du Soleil
- 2006 : Corteo du Cirque du Soleil[3]
- 2008 : Koozå du Cirque du Soleil[4]